# Représentations diplomatiques de Sao Tomé-et-Principe

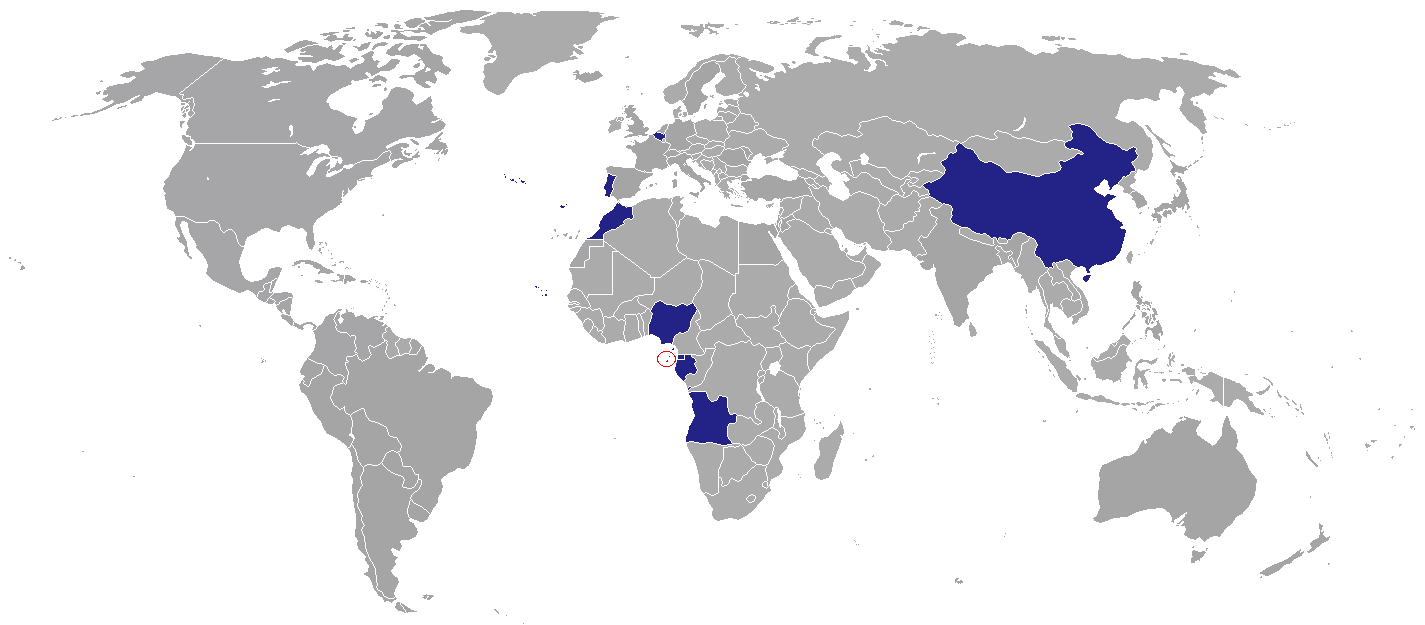
Missions diplomatiques de Sao Tomé-et-Principe.

Cet article liste les représentations diplomatiques de Sao Tomé-et-Principe à l'étranger, en excluant les consulats honoraires.

## Afrique

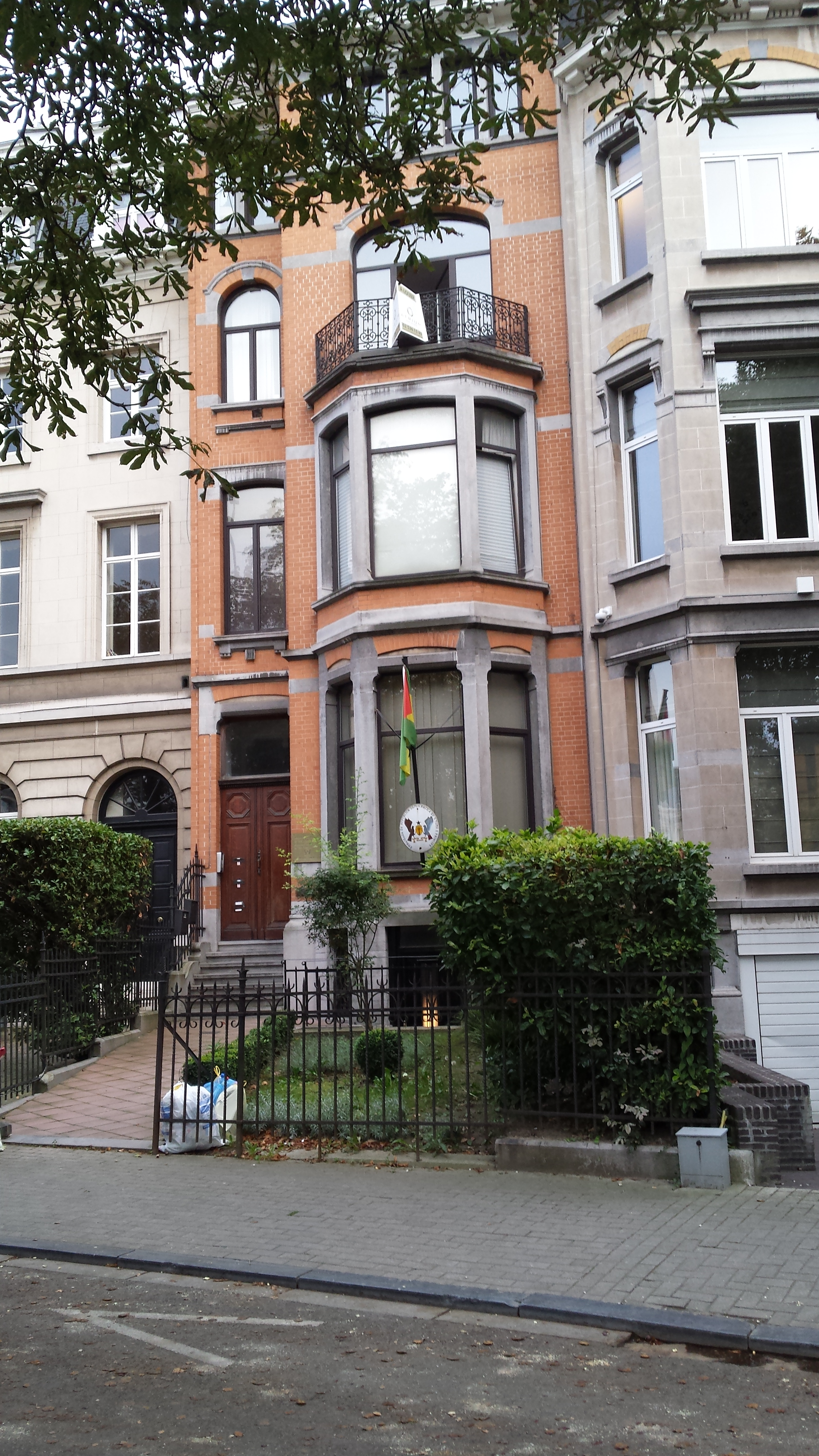
Ambassade de Sao Tomé-et-Principe à Bruxelles.

- Angola
  - Luanda (ambassade)
- Cap-Vert
  - Praia (ambassade)
- Gabon
  - Libreville (ambassade)
- Guinée équatoriale
  - Malabo (ambassade)
- Maroc
  - Rabat (ambassade)
  - Laâyoune (consulat général)
- Nigeria
  - Abuja (ambassade)

## Asie
- Chine
  - Pékin (ambassade)

## Europe
- Belgique
  - Bruxelles (ambassade)
- Portugal
  - Lisbonne (ambassade)

## Organisations internationales
- Bruxelles (mission à l'Union européenne)
- Lisbonne (mission à la Communauté des pays de langue portugaise)
- New York (mission permanente auprès de l'ONU)